# Joan Frisó dels Països Baixos
Joan Frisó, príncep d'Orange-Nassau (Utrecht, 25 de setembre de 1968 - La Haia, 12 d'agost de 2013), va ser el segon fill de la princesa Beatriu I dels Països Baixos i el príncep Claus van Amsberg. Tenia dos germans, l'actual rei Guillem Alexandre dels Països Baixos i Constantí dels Països Baixos.
Els seus padrins van ser, entre d'altres, la seva àvia Juliana I dels Països Baixos, el rei Harald V de Noruega i Axel von dem Bussche, un bon amic del príncep Claus. Després del seu casament amb Mabel Wisse Smit, va deixar de ser membre de la Casa Reial. Com que no va seguir el procediment obtenint el permís del parlament, va perdre el seu títol de Príncep dels Països Baixos. Oficialment, el príncep va ser anomenat Sa Altesa Reial el Príncep Frisó d'Orange-Nassau i, com a títol personal, Príncep d'Orange-Nassau.
Després d'un accident d'esquí el 17 de febrer de 2012 a Àustria, Joan Frisó es va trobar per molt temps en coma i més tard en un «estat de consciència minima». El 12 d'agost de 2013 va morir a l'edat de 44 anys a conseqüència de les complicacions d'aquest accident. Va ser enterrat al poble de Lage Vuursche, al costat del castell de Drakensteyn, on va créixer.